# NGC 1257
NGC 1257 est paire d'étoiles située dans la constellation de Persée. L'astronome français Guillaume Bigourdan a enregistré la position de cette paire d'étoiles le 19 octobre 1884. 